# Unified Payments Interface
Unified Payments Interface (UPI) è un sistema di pagamento in tempo reale sviluppato da National Payments Corporation of India per facilitare le transazioni interbancarie.
L'interfaccia è regolata dalla Reserve Bank of India e lavora trasferendo i fondi istantaneamente tra due conti bancari su dispositivi portatili.
UPI è sviluppata sul servizio Immediate Payment Service (IMPS). Usa un indirizzo di pagamento virtuale (un ID univoco fornito dalla banca), il numero di conto IFS Code (Codice del sistema finanziario indiano), un numero di telefono con MMID (Mobile Money Identifier), il numero Aadhaar o un ID virtuale temporaneo.
Lo MPIN (Mobile banking Personal Identification number) è richiesto per confermare ogni pagamento.